# Juan Fernando Hermosa
Juan Fernando Hermosa Suárez (* 28. Februar 1976 in Babahoyo; † zwischen dem 26. Februar und dem 28. Februar 1996 in Nueva Loja) war ein ecuadorianischer Serienmörder. Er gilt als jüngster Serienmörder in der Geschichte seines Landes, der, noch nicht einmal 16 Jahre alt, 22 Menschen ermordet hat.

## Leben
Juan Fernando Hermosa lernte seine leiblichen Eltern nie kennen, da er seine ersten Lebensjahre in einem Waisenhaus verleben musste. Danach wurde er vom Ehepaar Olivo Hermosa Fonseca und Zoila Amada Suárez Mejía adoptiert und zog mit ihnen in einen nördlichen Außenbezirk von Quito, der Hauptstadt Ecuadors. Über seine Kindheit und Jugend ist nur wenig bekannt. Im Alter von 15 Jahren gründete Hermosa zusammen mit gleichaltrigen Jungen eine Straßenbande, die in Quito für Raubüberfälle beging und in Spielcasinos, Bars und Nachtclubs ihr Unwesen trieb. Rasch avancierte er zum Bandenanführer, der eine charismatische Ausstrahlung hatte und es verstand, Menschen rasch für sich zu gewinnen. 
Am Morgen des 22. November 1991 hatten Juan und andere Jungen gerade einen Nachtclub verlassen, als sie ein Taxi bestellten. Mit diesem fuhren sie zu einer Adresse, die sie dem Taxifahrer nannten. Plötzlich zückte Juan eine Waffe und schoss dem Taxifahrer in den Kopf; dieser war augenblicklich tot. Danach fuhr ein älteres Bandenmitglied das Auto mit der Leiche in den Südosten von Quito, wo das Fahrzeug am nächsten Morgen gefunden wurde. Der Mord an dem Taxifahrer war der erste, den die Behörden Juan nachweisen konnten. Eine Woche danach trafen sich die Jungen auf einer Party, auf der über die Maßen Alkohol konsumiert wurde. Im Anschluss daran wurde Juan von einem der Gäste, dem homosexuellen „Charlie“, zu sich nach Hause eingeladen. Ein Streit zwischen den beiden endete mit fünf Schüssen und dem gewaltsamen Tod von „Charlie“.
In den kommenden knapp zwei Monaten, bis Januar 1992, ermordete Juan mit seiner Pistole des Kalibertypus 9 mm insgesamt 22 Menschen, darunter 11 junge Homosexuelle, 8 Taxifahrer und einen Lastwagenfahrer. Ob die 22 Morde ausschließlich auf das Konto von Juan gingen oder ob andere Gangmitglieder involviert waren, darüber gehen die Meinungen auseinander. Juan bekannte sich jedoch nach seiner Festnahme zu jeder der Taten. Das Motiv war Habgier, da er seine Opfer nach deren Ermordung um Geld und Wertsachen brachte. Die Medien gaben ihm den Spitznamen El Niño del Terror (Das Kind des Terrors).
Doch die Mordserie endete so rasch, wie sie begonnen hatte. Der Polizeimajor Fausto Terán Bustillos bildete eine Taskforce, die Anfang Januar 1992 mehrere Jungen aus dem Umfeld von Juan Hermosa festnahm. Diese wurden auf frischer Tat ertappt, als sie im Stadtzentrum von Quito einen Raubüberfall begehen wollten. Während eines der Verhöre verriet ein Bandenmitglied den Anführer der Gruppe, Juan Fernando Hermosa.
Die Polizei begab sich auf die Suche nach dem Serienmörder und konnte diesen in einem der Häuser lokalisieren, welches seinen Adoptiveltern gehörte. Am 16. Januar 1992, gegen 3:00 Uhr morgens, begann der Zugriff. Doch die Polizei hatte die Aktion schlecht vorbereitet, was sich im Verlauf der 15 Minuten, die sie dauern sollte, rächen sollte. Ursprünglich vermuteten sie, Juan würde in seinem Jugendzimmer schlafen. Doch dieser verbrachte die Nacht im Zimmer seiner Adoptivmutter in einem anderen Stockwerk des Hauses. Als Juan erwachte, als Polizisten das Haus betraten, und begann mit seiner Waffe auf die Polizei zu schießen. Es begann ein minutenlanges Feuergefecht. Zur Überraschung der Polizei zog Juan plötzlich eine Handgranate und warf diese in Richtung der Beamten. Die Explosion zerstörte nicht nur eine der Hauswände, sondern tötete auch zwei der Polizisten. Juans Adoptivmutter, die aufgrund ihres schon fortgeschrittenen Alters beinahe taub war, geriet ins Kreuzfeuer und wurde mit elf Schüssen aus Polizeipistolen getötet. Juan versuchte danach aus einem Fenster auf der Rückseite des Hauses zu fliehen, doch waren die Polizisten schneller. Er wurde festgenommen und nur mit leichten Schürfwunden abgeführt.
Die ecuadorianische Generalstaatsanwaltschaft beantragte später eine Untersuchung des Polizeieinsatzes. Die Kommission listete eine Reihe von Versäumnissen innerhalb des Polizeiapparats auf, darunter mangelnde Kommunikation. Was jedoch schwerer wog, war der Umstand, wonach Einsatzpläne der Polizei existierten, Juan noch an Ort und Stelle erschießen zu wollen, also eine außergerichtliche Exekution. Vier Polizisten, denen man eine Mitschuld am Tod von Juans Adoptivmutter nachweisen konnte, wurden in Untersuchungshaft genommen, gegen andere Polizeibeamte wurden Disziplinarmaßnahmen verhängt.
Juan wurde ins García-Moreno-Gefängnis eingeliefert. In einem ersten Interview gab er an, es sei nie seine Absicht gewesen, Menschen zu töten, sondern nur diese zu berauben. Doch da die meisten seiner Opfer panisch reagiert hätten und gar ihm selbst mit dem Tod gedroht hätten, habe er keine andere Möglichkeit gesehen, als die Männer zu töten. Auch erfand Juan allerlei Motive. So hätte er die Morde im Auftrag eines pensionierten Generals namens Joffre Lima begangen. Dieser General habe die Vergewaltigung seiner Tochter durch einen Taxifahrer rächen wollen und habe darum Juan gebeten, für ihn die Morde zu begehen. Widersprüchlich war demgegenüber auch seine Aussage, wonach er die Taxifahrer aus eigenem Antrieb ermordet habe.
Der Prozess gegen Juan Hermosa wurde noch im Jahr 1992 eröffnet. Er wurde nach ecuadorianischem Recht zur Höchststrafe von vier Jahren Jugendarrest verurteilt. Er wurde ins Virgilio Guerrero Rehabilitation Center eingewiesen, eine Anstalt für straffällig gewordene Jugendliche. Dies war kein Gefängnis, was sich jedoch als Fehler herausstellen sollte. Wenige Monate nach seinem Haftantritt wurde er einem Sozialarbeiter in einem Jugendzentrum zugewiesen. Juan wollte so schnell wie möglich fliehen, doch der erste Ausbruchsversuch scheiterte. Juan bat darum seine Freundin, für ihn bei einem der Besuche eine Schusswaffe in die Strafanstalt zu schmuggeln. Es sollte über ein Jahr dauern, bis der Coup gelang. Da es sich um kein Gefängnis, sondern um nur eine mäßig bewachte Resozialisierungsanstalt handelte, war das Unterfangen nicht schwer. Am 17. Juni 1993 gelang Juan mit 18 anderen Jungen, die er wie bereits zuvor in der Straßengang um sich geschart hatte, der Ausbruch aus dem Jugendgefängnis. Neptario Sailema Hurtado, ein Vollzugsbeamter, der versuchte, die Jungen mit seiner Waffe aufzuhalten, wurde dabei von Juan erschossen.
Juan gelang die Flucht ins benachbarte Kolumbien, wo er sich in der Hauptstadt Bogotá verstecken konnte. Er lebte von Kleinkriminalität; aus Furcht, wieder entdeckt zu werden, tötete er jedoch niemanden. Doch das Leben im Untergrund einer fremden Stadt ohne Bleibe und Perspektive setzte dem jungen Mann rasch zu. Auch lebte er ständig in Furcht, entdeckt zu werden. Ob er sich freiwillig stellte oder verhaftet wurde, darüber gehen die Angaben auseinander. Tatsache ist jedoch, dass er im Oktober 1993, nach viermonatiger Flucht, in einem kolumbianischen Gefängnis saß und nach Ecuador abgeschoben wurde. Er wurde erneut in ein Jugendgefängnis nach Quito gebracht. Da er bereits einmal wegen Mordes verurteilt war und nach damaliger Gesetzeslage nicht erneut wegen des gleichen Delikts verurteilt werden konnte, blieb der Tod des Neptario Sailema Hurtado, jenes Polizisten, den Juan auf seiner Flucht erschossen hatte, ungesühnt.
Juan verbüßte danach den Rest seiner Haftstrafe und wurde Anfang Januar 1996 unter die Supervision eines Sozialarbeiters gestellt und entlassen. Er verließ danach Quito und zog zu seinem Adoptivvater, der sich in Nueva Loja, im Norden Ecuadors, eine neue Existenz aufgebaut hatte. Juan hatte jedoch nur bedingt Hilfe im Jugendarrest bekommen. Er hatte, spätestens nach seinem erfolgreichen Fluchtversuch und erneuter Inhaftierung, die letzten zwei Jahre seiner Haft in Isolationshaft verbracht, um sich nicht erneut mit anderen jugendlichen Straftätern abzusprechen. Auch hatte er keine Berufsausbildung absolviert und kaum psychologische Hilfe in Anspruch genommen. In den letzten Wochen seines Lebens verhielt er sich unauffällig. Er ging mit seinem Vater spazieren und besuchte abends Nachtclubs und Bordelle.
Zuletzt wurde er am 26. Februar 1996 lebend gesehen, als er das Haus seines Vaters verließ. Danach verliert sich für rund zwei Tage seine Spur. Am 28. Februar 1996, seinem 20. Geburtstag, wurde am Ufer des Río Aguarico der Leichnam von Juan Fernando Hermosa Suárez von einer Gruppe von Bauern gefunden. In seinem Gesicht klaffte ein Einschussloch; auch wies sein durch Schläge malträtierter Körper zahlreiche Schnittwunden und auch mehrere Schusswunden auf. Juans Hände waren mit Draht gefesselt. Die Polizei vermutete, der Mörder von Juan habe diesen aus persönlichen Motiven getötet und man könne die oder den Täter im Umfeld von einem der zahlreichen Opfer von Juan Hermosa finden. Allerdings wurde der Mord an Juan Fernando Hermosa bis heute nicht geklärt.